# Piraniowate
Piraniowate  (Serrasalmidae) – rodzina słodkowodnych ryb kąsaczokształtnych (Characiformes), endemitów Ameryki Południowej. Z powodu bardzo ostrych zębów, grupowego atakowania ofiary i dużej żarłoczności piranie uważane są za groźne drapieżniki wód słodkich Ameryki Południowej. Piranie opiekują się swoim potomstwem. Są poławiane jako ryby jadalne, ich mięso jest dostępne w sprzedaży w lokalnych marketach. Do bardziej znanych gatunków należy pirania Natterera (Pygocentrus nattereri), czasami opisywana pod nazwą pirania czerwona (jako Serrasalmus altus ), Pygocentrus piraya oraz pirania kropkowana (Serrasalmus rhombeus). Oprócz właściwych piranii, nazywanych czasem pirajami, do piraniowatych zaliczane są roślinożerne ryby określane nazwą paku (pacú), płaskoboki (Metynnis), płaszczynki (Mylossoma) oraz żywiący się łuskami ryb łuskożer krasnobrzuchy (Catoprion mento). 

## Występowanie
Rodzina obejmuje gatunki słodkowodnych ryb zamieszkujących wody Ameryki Południowej, głównie dorzecza największej rzeki tego kontynentu – Amazonki. Stanowiska niektórych gatunków znane są również z obszarów zlewiska Orinoko i La Plata. Piraniowate są szeroko rozprzestrzenione, zajmują różnorodne siedliska. Osobniki wypuszczone na wolność mogą się rozmnażać nawet w polskich wodach.
Najstarsze ślady kopalne piraniowatych pochodzą z miocenu  i obejmują przedstawiciela rodzaju Serrasalmus z Peru, gatunku podobnego do Colossoma – z Kolumbii i niezidentyfikowany gatunek z Chile.

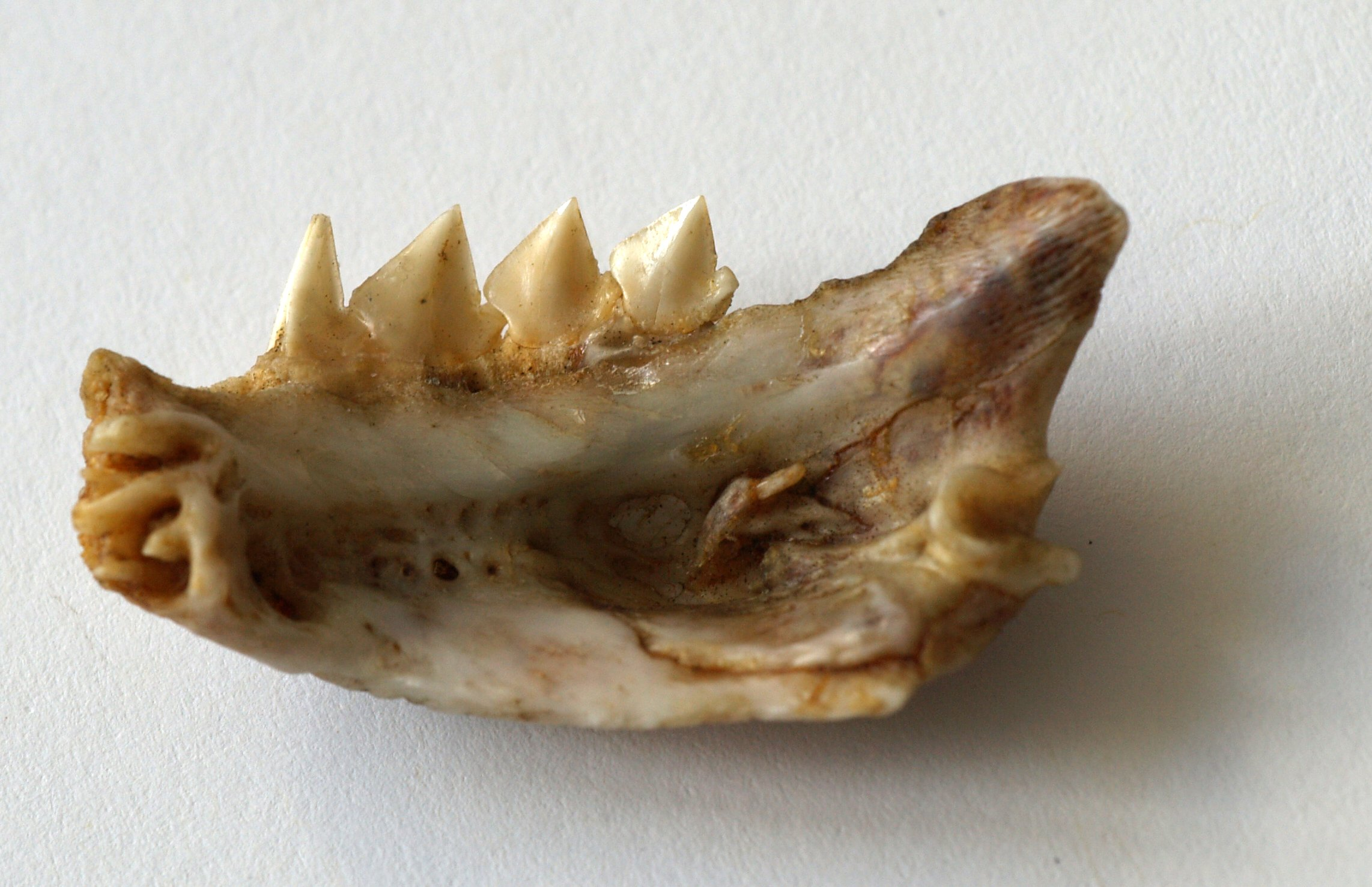
Zęby piranii Natterera

## Cechy charakterystyczne
Wysokie, silnie bocznie spłaszczone ciało, zwykle srebrzyste, o długości od 1 cm do 108 cm. Duża głowa o tępo ściętym pysku. Zęby trójkątne, ostre, osadzone na obu szczękach przeciwlegle – umożliwiają odcinanie kawałków ciała ofiary. Grube wargi, spod których widać tylko szczyty zębów. Większość piraniowatych to ryby drapieżne (piranie właściwe). Odżywiają się głównie chorymi rybami i padliną, spełniając w biocenozach Amazonki, Orinoko i La Platy funkcję "sanitariuszy". W sytuacji braku pokarmu i dużego zagęszczenia populacji mogą jednak atakować stadami większe ryby lub małe, a nawet duże kręgowce. Niektóre gatunki (paku i pokrewne) są roślinożerne, a Catoprion mento jest głównie łuskożerny.

## Taksonomia
Początkowo piraniami nazywano tylko ryby z rodzaju Serrasalmus , do którego zaliczano kilkanaście gatunków. W wyniku zmian w klasyfikacji niektóre z nich zaliczono do rodzajów Pygocentrus, Pygopristis, Pristobrycon, Catoprion i Metynnis. Wszystkie sklasyfikowano zostały w randze podrodziny Serrasalminae  w obrębie rodziny kąsaczowatych (Characidae), która następnie została podniesiona do rangi rodziny piraniowatych (Serrasalmidae). Dalsze gatunki są wciąż odkrywane, a prawidłowość opisu niektórych wcześniej opisanych jest kwestionowana.
Ze względu na preferencje pokarmowe w obrębie rodziny proponowano wyodrębnienie podrodziny Serrasalminae (obejmującej drapieżne piranie właściwe), Myleinae (roślinożerne Colossoma, Mylossoma i Piaractus) i Catoprioninae (łuskożerny Catoprion mento).
Rodzaje zaliczane do tej rodziny:
Acnodon — Catoprion — Colossoma — Metynnis — Mylesinus — Myleus — Myloplus — Mylossoma — Ossubtus — Piaractus — Pristobrycon — Pygocentrus — Pygopristis — Serrasalmus — Tometes — Utiaritichthys
Rodzaj wymarły:

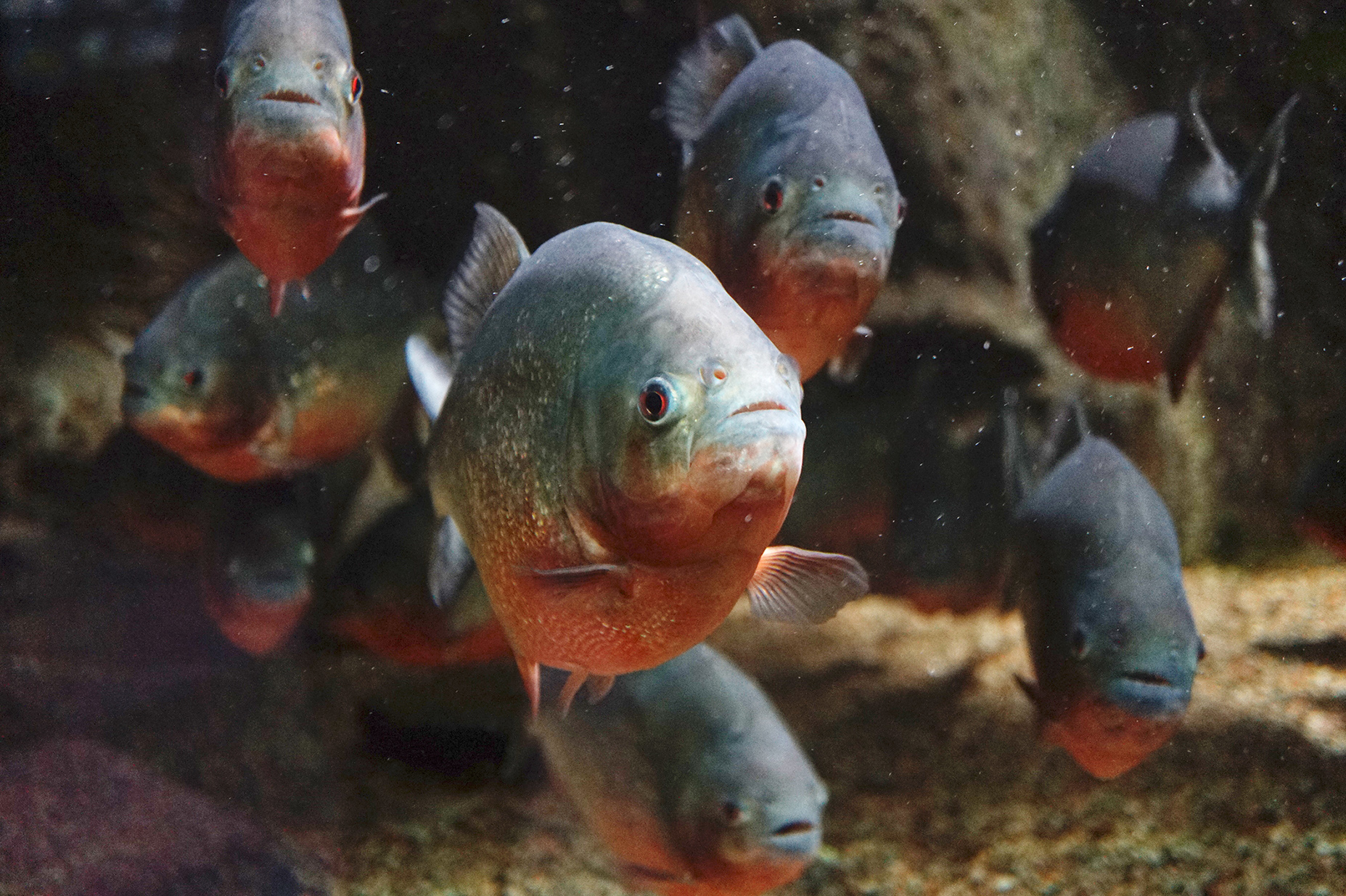
†Megapiranha   - Piranie Natterera
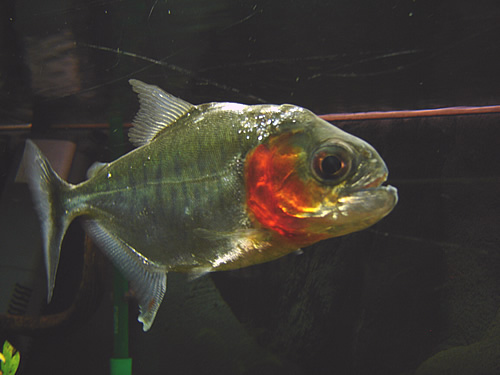
Serrasalmus maueli
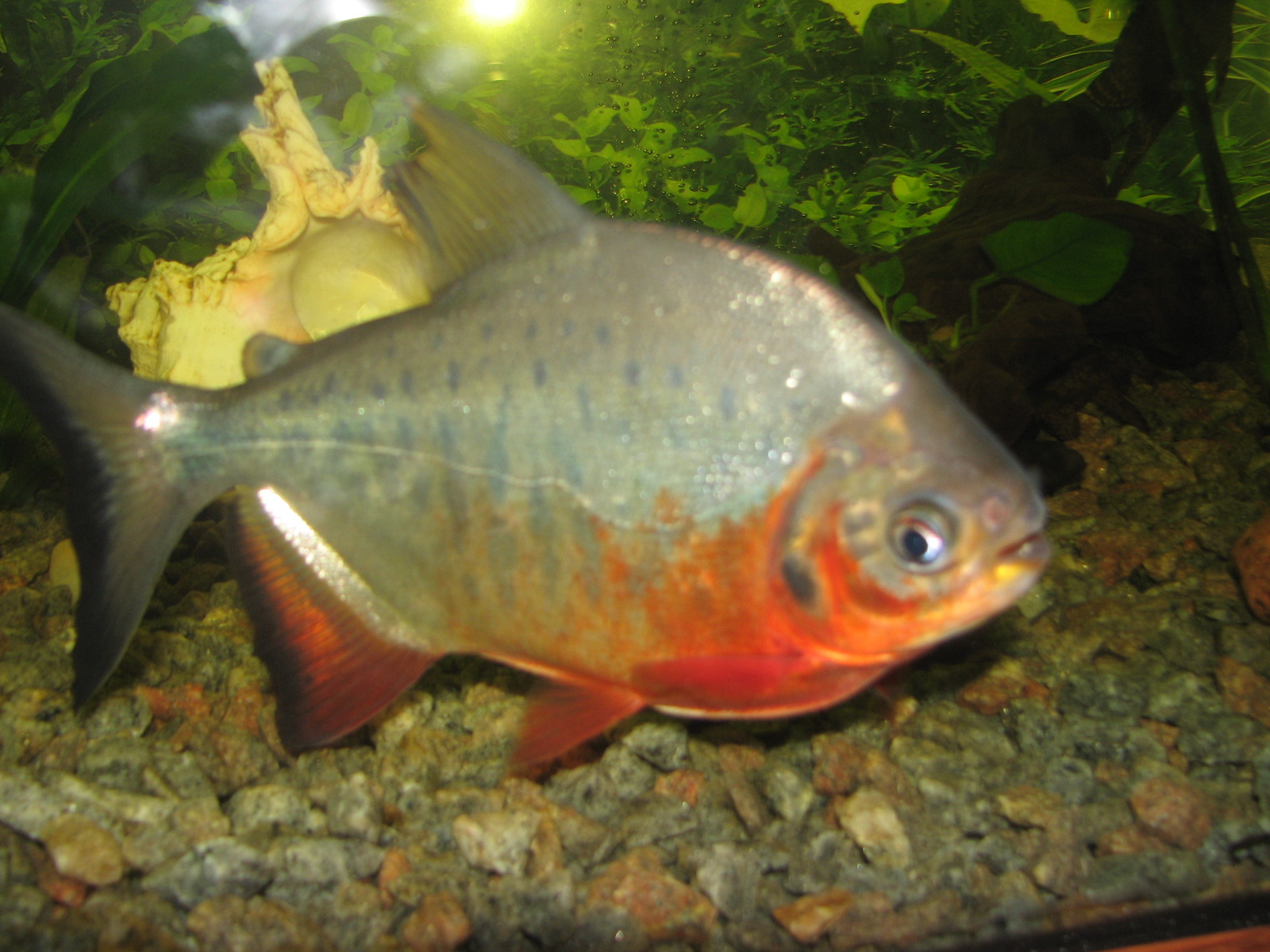
Pirapitinga (Piaractus brachypomus)
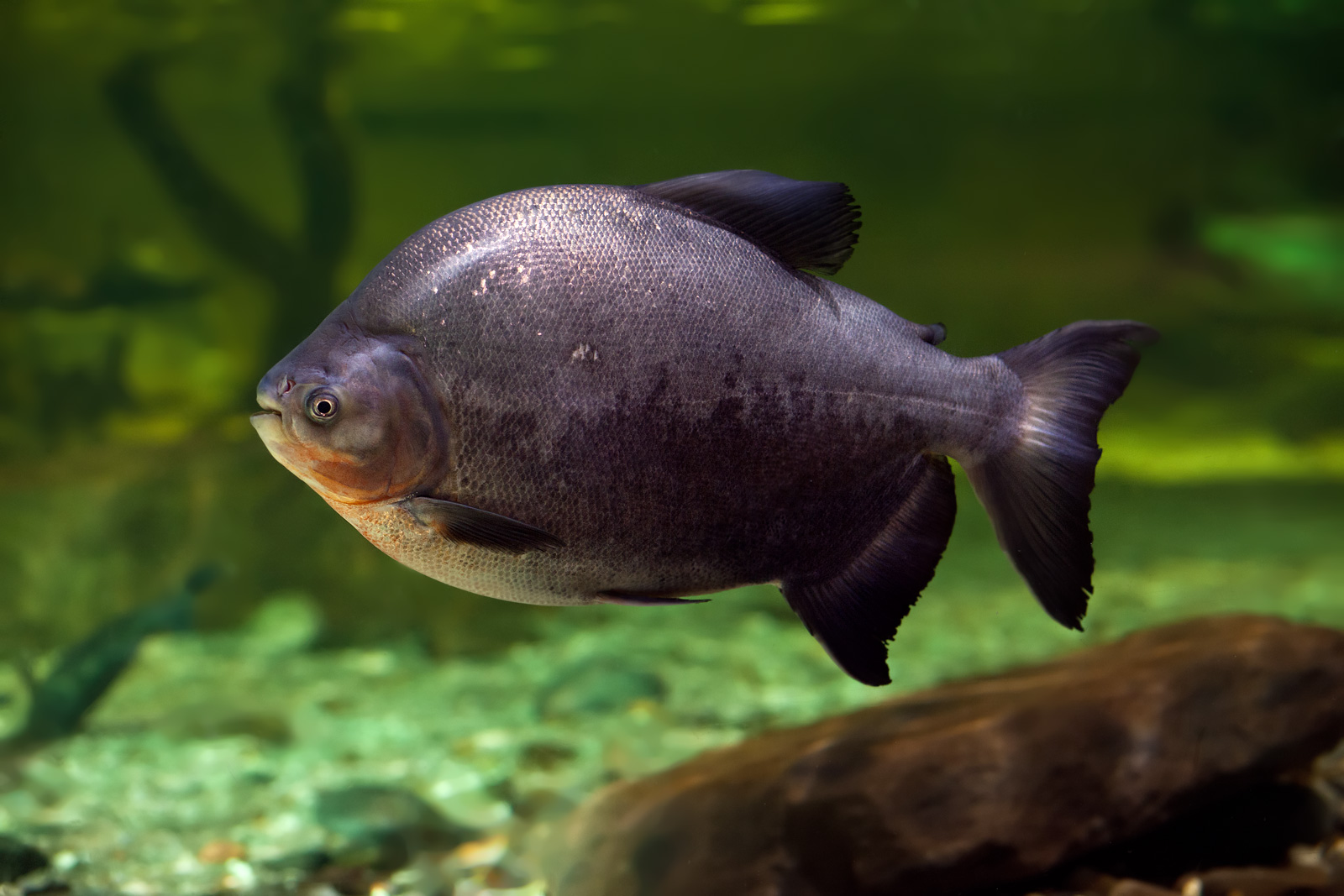
Colossoma macropomum
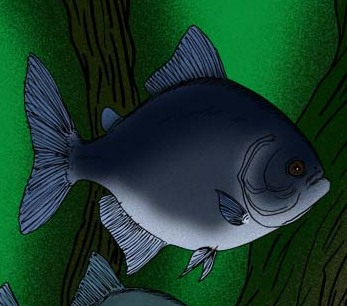
Megapirania
  - Serrasalmus maueli
  - Pirapitinga (Piaractus brachypomus)
  - Colossoma macropomum
  - Megapirania

## Znaczenie dla człowieka

### Znaczenie gospodarcze

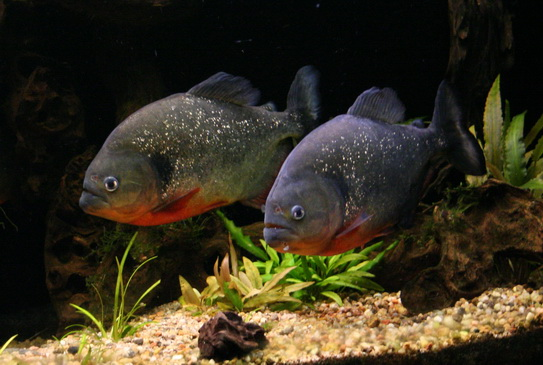
Pygocentrus cariba

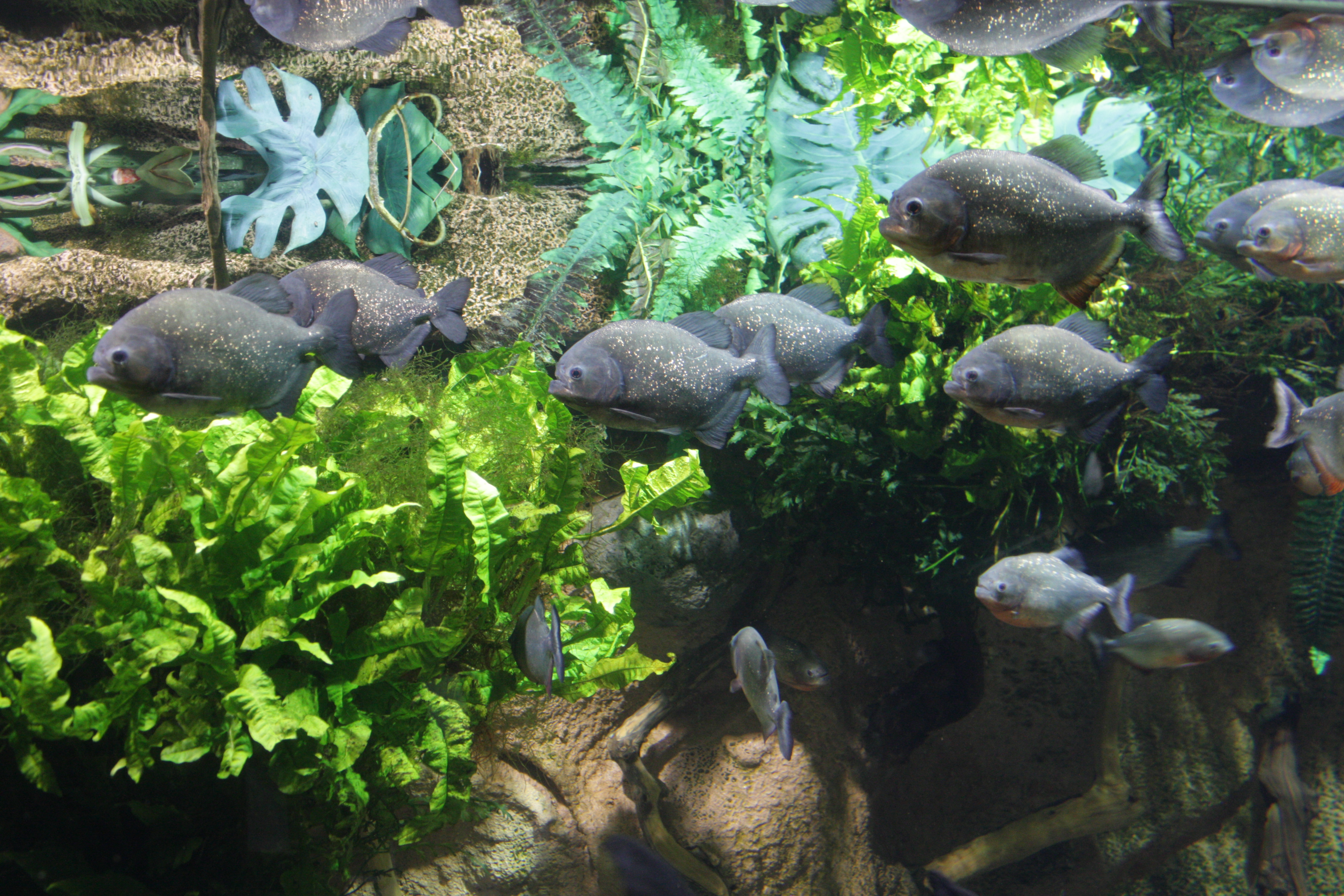
Piranie w oceanarium w Petersburgu

Wiele gatunków stało się obiektem handlu dla potrzeb akwarystyki. Piaractus i Colossoma są poławiane w rybołówstwie i hodowane w akwakulturach jako ryby konsumpcyjne o niewielkiej wartości. Sprzedawane lokalnie, są powszechnie spożywane. Niektóre gatunki wyrządzają szkody rybakom. Wyjadają ryby z sieci i uszkadzają sprzęt rybacki.

### Zagrożenie dla ludzi
Dwa gatunki piranii zostały opisane jako niebezpieczne dla ludzi – Pygocentrus piraya i Pygocentrus nattereri .

### Hodowla w akwarium
Niektóre gatunki piranii są interesującym obiektem hodowli i obserwacji w akwarium. Ponieważ piranie prowadzą stadny tryb życia, w akwarium należy pielęgnować grupę co najmniej kilkunastu osobników. Naturalnie ze względu na swoją wielkość wymagają one odpowiednio dużych zbiorników – o pojemności ponad 700 l. Bardzo efektownie prezentują się piranie w dużych basenach o objętości kilku tysięcy litrów, w ogrodach zoologicznych lub w prywatnych kolekcjach. Utrzymywanie tak dużych akwariów w warunkach hodowli amatorskiej może być kłopotliwe. Zwierzęta te można podziwiać w wielu ośrodkach naukowo-dydaktycznych zarówno w kraju (np. Morskim Instytucie Rybackim w Gdyni, Ogrodzie Zoologicznym we Wrocławiu) jak i za granicą (w Erfurcie, Hanowerze – Niemcy, Amsterdamie – Holandia). Bardzo często w akwariach z dużymi, trzydziestocentymetrowymi piraniami żyją małe, lśniące neony Innesa (Paracheirodon innesi), nie atakowane przez piranie. Sporadycznie spotykane są w Polsce w rzekach i jeziorach, wypuszczane tam przez osoby, dla których utrzymanie ich stało się problemem.